# 令狐熙
令狐熙（540年—602年9月6日），字長熙，宜州华原县（今陕西省铜川市耀州区）人，令狐整之子。

## 生平
性情端重，雖在私室，終日儼然，凡所交給，必一時名士。涉群書，尤明《三禮》。北周時被任為吏部上士，後轉夏官府都上士。位至吏部中大夫、儀同大將軍。入隋任鴻臚少卿。仁寿二年八月十五日（602年9月6日），令狐熙去世，虚岁六十三。同年十二月葬于京城附近。唐朝贞观十一年十一月十五日（637年12月6日）归葬于宜州华原县。

## 家庭

### 夫人
- 敦煌汜氏，北周甘州刺史汜庆之女，封华原郡君，又加封河南国夫人

### 子女
- 令狐德棻，唐朝金紫光祿大夫、彭阳宪公

## 延伸阅读
[在维基数据编辑]
 《隋書·卷56》，出自魏徵《隋书》